# Adam Lopez
Adam Lopez Costa, sinh ra vào ngày 26 tháng 8 năm 1975, thường gọi là Adam Lopez. Ông là một ca sĩ nhạc pop người Australia, đồng thời là một huấn luyện viên thanh nhạc. Ông nổi tiếng với khả năng tạo ra các notes cao hiếm trong quãng giọng (thường sử dụng giọng whistle). Ông từng giữ kỷ lục Guiness thế giới là nam ca sĩ có giọng cao nhất.

## Tiểu sử
Lopez là con thứ hai trong số ba người con của cặp vợ chồng người Tây Ban Nha, Manuel Jesús López Pérez và María Del Rosario Costa Velasco. Cả hai bố mẹ của ông đều là nhạc sĩ. Bắt đầu hát từ khi 3 tuổi, Lopez là một treble (soprano giọng nam) năm mười tuổi. Sau khi tốt nghiệp trung học, Lopez đã học thanh nhạc tại Nhạc viện Âm nhạc Queensland tại Đại học Griffith ở Úc. Ông đã trải qua 5 năm học opera mặc dù ông đã dành 10 năm để phát triển giọng hát đặc biệt của mình.

## Kỷ lục thế giới
Theo sách Kỷ lục Guiness thế giới, Lopez giữ kỷ lục là người có giọng nam cao nhất thế giới, với notes cao nhất mà ông xác lập là D♯8 trong quãng tám, cao hơn cả note cao nhất trên đàn piano (tức là ngưỡng 4435 Hz), phá vỡ kỷ lục trước đó của chính ông là note C#8 ghi được vào năm 2005.

## Đĩa nhạc

### Studio Album
- 2005: The Popera E.P
- 2006: Showstopper
- 2008: Till the End of Time
- 2014: Kaleidoscope

### Single Album
- 2014: When All Is Said And Done
- 2014: Paper Boat
- 2015: You / Holiday - Double Single